# Ron Asheton

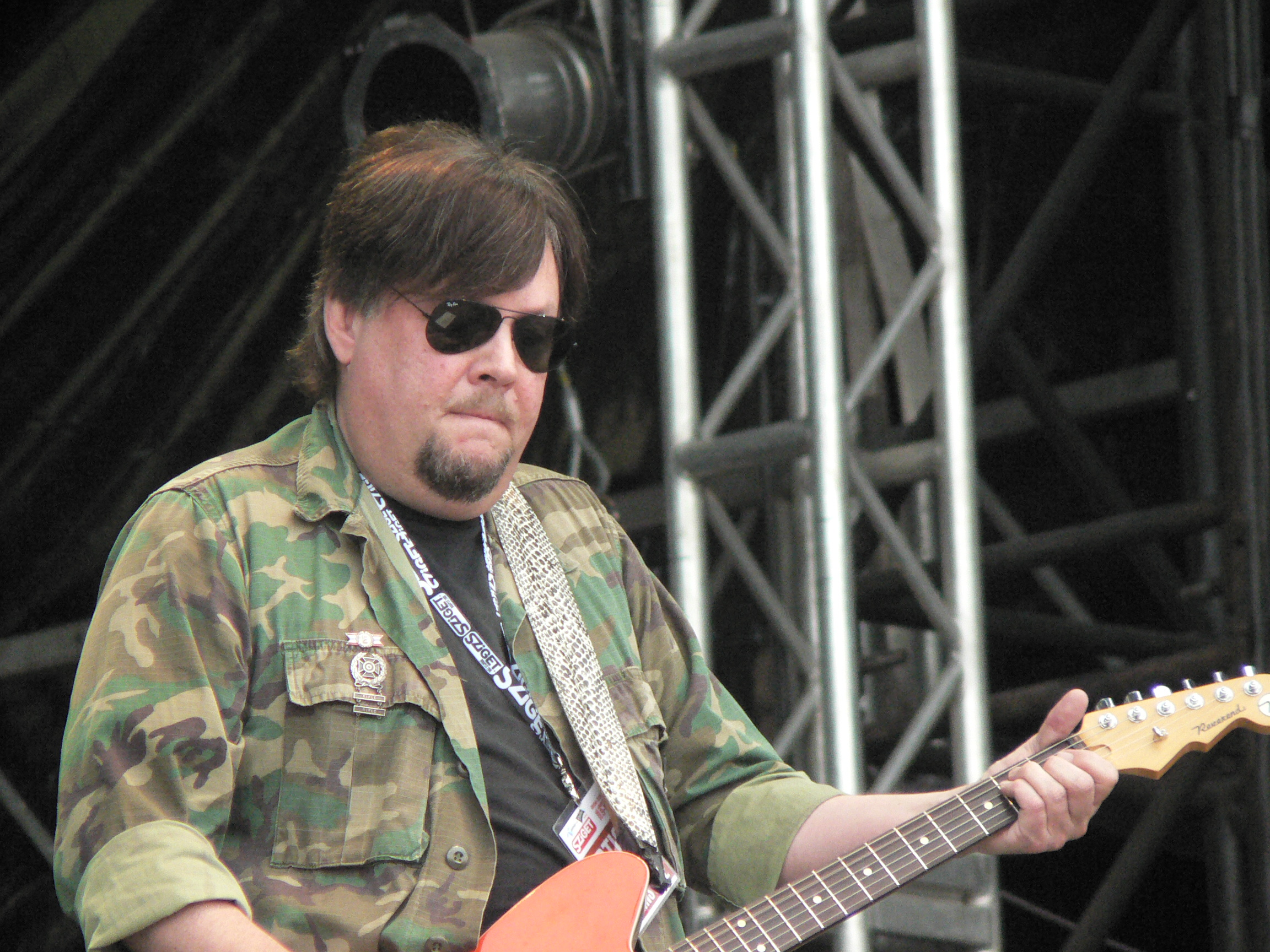
Ron Asheton på Sziget Festival, 2008

Ronald Frank "Ron" Asheton, född 17 juli 1948 i Washington, D.C., död i januari 2009 i Ann Arbor, Michigan, var en amerikansk gitarrist som är mest känd för sin medverkan i rockbandet The Stooges. Han hittades död i sitt hem 6 januari 2009, och det fastslogs att han avlidit av en hjärtattack några dagar tidigare.
Ron Asheton spelade gitarr på The Stooges första två album, The Stooges och Fun House. Till den tredje skivan, Raw Power, anslöt sig gitarristen James Williamsson till bandet, detta gjorde att Asheton bytte till att spela bas.

## Diskografi
Album med The Stooges
- 1969 – The Stooges
- 1970 – Fun House
- 1973 – Raw Power
- 2007 – The Weirdness

Album med The New Order
- 1977 – New Order
- 1989 – Victim of Circumstance
- 1990 – Declaration of War

Album med Destroy All Monsters
- 1989 – November 22, 1963
- 1999 – Bored (inspelad 1978)

Album med New Race
- 1982 – The First and Last
- 1989 – The First To Pay
- 1990 – The Second Wave

Album med Dark Carnival
- 1990 – Live - Welcome to Show Business
- 1991 – Greatest Show in Detroit
- 1996 – Last Great Ride

Album med The Empty Set
- 1996 – Thin Slim & None/Flunkie

Album med Powertrane
- 2003 – Ann Arbor Revival Meeting